# Signalgenerator

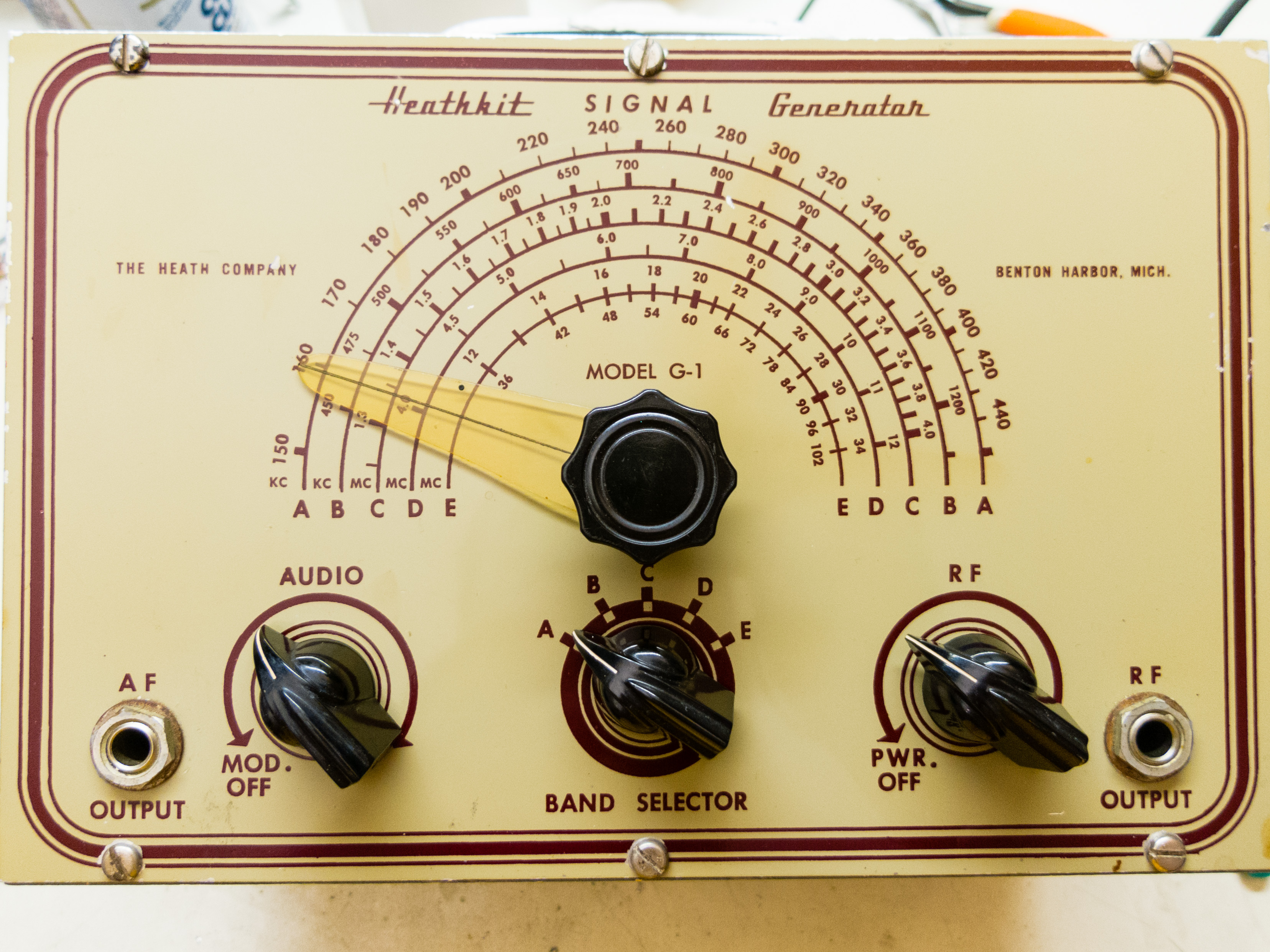
Analoger Funktionsgenerator

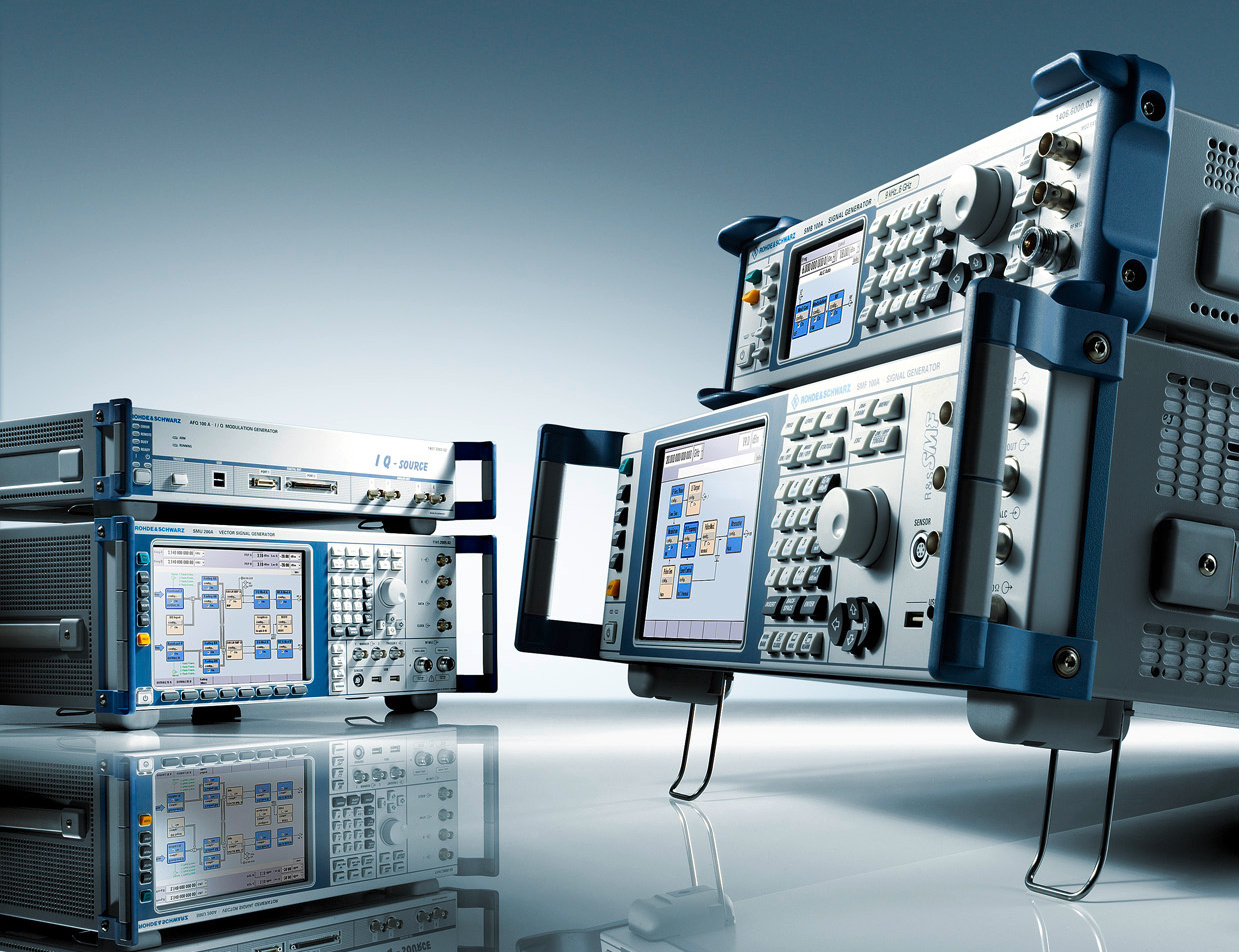
Digitale Signalgeneratoren

Als Signalgenerator werden elektronische Geräte, Baugruppen oder Schaltungen bezeichnet, die elektrische Spannungen mit einem charakteristischen Zeitverlauf erzeugen. Signalgenerator ist der Oberbegriff für alle signalerzeugenden Generatoren.

## Arten
Einfache Oszillatorschaltungen für den Niederfrequenzbereich (Tontechnik) werden üblicherweise als Tongenerator bezeichnet.
Funktionsgeneratoren nennt man solche Signalgeneratoren, die verschiedene einfache, periodische Signale erzeugen. Meist sind das Sinus-, Rechteck- und Dreieckschwingungen. Die jeweiligen Generatoren nennt man entsprechend Sinus-, Rechteck- und Dreieckgeneratoren. Bessere Geräte können auch Nadelimpulse erzeugen, ansteigende und absteigende Flanken (Dreieck- und Sägezahnschwingungen), daraus zusammengesetzte Signale als tonale Signale sowie verschiedene Rauschsignale, zum Beispiel weißes oder 1/f-Rauschen.
Signalgeneratoren für hochfrequente Sinusschwingungen werden auch als Messsender bezeichnet. Diese verfügen oft über eine Wobbelfunktion zum wiederholten Durchlaufen eines Frequenzbereiches oder bieten die Möglichkeit der Frequenz- und Amplitudenmodulation.
So genannte Arbiträrgeneratoren verfügen über eine Editiermöglichkeit zur Erzeugung beliebiger Impulsformen. Sie enthalten einen digitalen Oszillator und arbeiten mit schnellen Digital-Analog-Umsetzern, welche die als Daten abgelegte Impulsform ausgeben.
Es gibt auch Signalgeneratoren für hohe Ausgangsspannungen und -ströme. Sie werden zum Überprüfen von Leitungen und Isolatoren eingesetzt und sind mitunter stationär. Eine bemerkenswerte Anlage dieser Art ist der Großmeßsender Hermsdorf.

## Computer als Signalgenerator
Mit entsprechender Software kann auch ein Computer zum Signalgenerator werden, indem im einfachsten Fall dessen Soundkarte mit ihrem Digital-Analog-Umsetzer zur Signalausgabe benutzt wird. Alternativ kann auch eine analoge Schaltung benutzt werden um beliebige, weitgehend spektral reine Signalformen zu erzeugen.